# Pinacoteca nazionale di Sassari

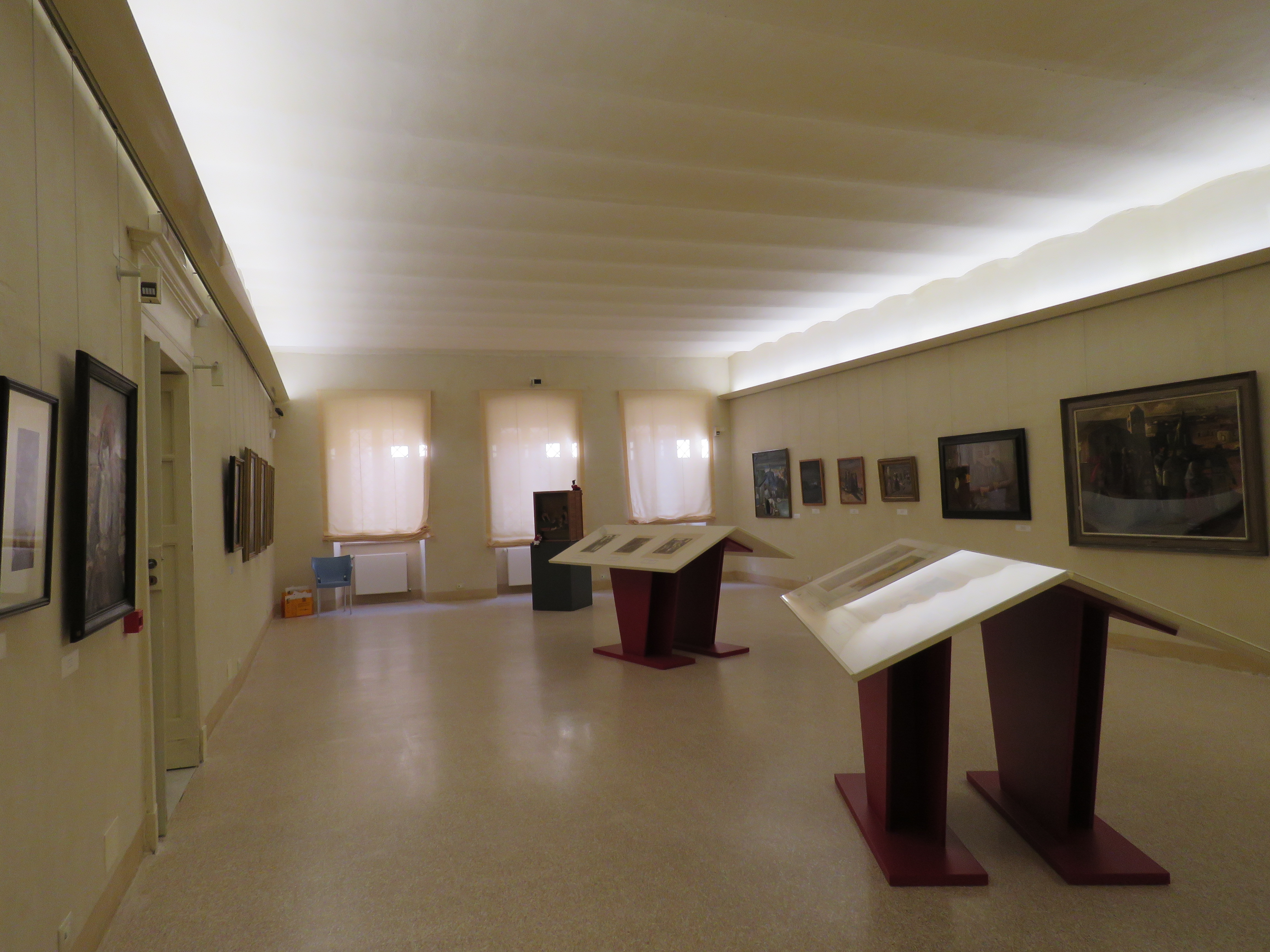
Sala Maestri Sardi del '900

La Pinacoteca nazionale di Sassari ha sede nel centro storico di Sassari in piazza santa Caterina, fra l'omonima chiesa e il Palazzo Ducale. 
Il museo è stato inaugurato nel dicembre del 2008 all'ex Collegio gesuitico del Canopoleno. 
Dal dicembre 2014 il Ministero per i beni e le attività culturali la gestisce tramite il Polo museale della Sardegna, nel dicembre 2019 divenuto Direzione regionale Musei.

## La sede
L'edificio che ospita la pinacoteca è l'ex Casa Professa gesuitica e poi sede del Collegio-Convitto Canopoleno fondato nel 1611 dall'arcivescovo di Oristano Antonio Canopolo, da cui deriva il nome. L’edificio, passato allo Stato nel 1848 e venduto, per trasloco del Convitto, negli anni ’90 del Novecento, fu sottoposto ad un intervento di restauro e adeguamento per rendere fruibile, in uno spazio ampio, il patrimonio artistico statale pervenuto attraverso donazioni e lasciti.
I gesuiti erano giunti a Sassari nel 1559, dove avevano svolto un ruolo importante nella diffusione della cultura nella città. Ben presto, grazie a donazioni e lasciti poterono edificare il Colegio nuevo, un organico complesso edilizio, che  comprendeva la casa professa con la chiesa di Gesù e Maria, attuale Santa Caterina. 
Il progetto della chiesa venne elaborato dai padri gesuiti architetti Giovanni Maria Bernardoni e Giovanni de Rosis, che si ispirarono alle linee della romana chiesa del Gesù.
Nel 1627 la costruzione della Casa Professa era completata e i gesuiti vi si trasferirono. 
La Casa Professa, dopo aver ospitato per circa due secoli i gesuiti e i seminaristi del Seminario-Convitto Canopoleno, che studiavano nelle aule poste frontalmente o nel Collegio Generale (l'Università), dopo la soppressione della Compagnia di Gesù nel 1773 venne affidata al clero secolare assieme a religiosi ex gesuiti del Canopoleno. Nel 1788, per ordine del sovrano Vittorio Amedeo III, fu affidata al preside ex gesuita Giuseppe Pinna che vi trasferì studenti e convittori del Seminario Canopoleno. Ma nel 1823-1824 i padri gesuiti tornarono a governarlo e l'edificio rientrò in loro possesso. I locali del Canopoleno vennero restaurati ed ampliati e venne esteso anche il programma di insegnamento. In seguito alla cacciata dei gesuiti il Convitto fu trasformato da seminario religioso a Convitto Nazionale(1848-1852).
Nel 1860 venne istituito nei locali del piano terra dello stabile, il liceo - ginnasio "Domenico Alberto Azuni" con ingresso dalla via Canopolo, che fu lì ospitato fino alla costruzione dell'attuale edificio ubicato in Via Rolando inaugurato nel 1933. Poco dopo, poiché gli spazi lo consentivano, fu rinnovato l'antico secolare liceo - ginnasio annesso al Convitto per consentire agli studenti di poter frequentare le scuole senza dover uscire all'esterno. Nel 1973 il Convitto Nazionale Canopoleno si trasferì con le scuole annesse in una nuova sede, nel quartiere di Luna e Sole, e l'antico palazzo fu abbandonato all'incuria.
Nel 1976 nei locali dell'antico collegio fu allestito il set cinematografico del film Padre padrone dei F.lli Taviani.

## Il restauro
Negli anni Ottanta del '900 l'acquisizione da parte dello Stato dell'immobile seicentesco dell'ex Convitto Nazionale Canopoleno fu realizzata la pinacoteca cittadina. 
Il restauro complessivo dell'immobile, che versava in condizioni pessime, eseguito a cura dalla Soprintendenza di Sassari e Nuoro, è stato completato, unitamente all'allestimento museale, con i proventi del gioco del lotto.

## Pinacoteca

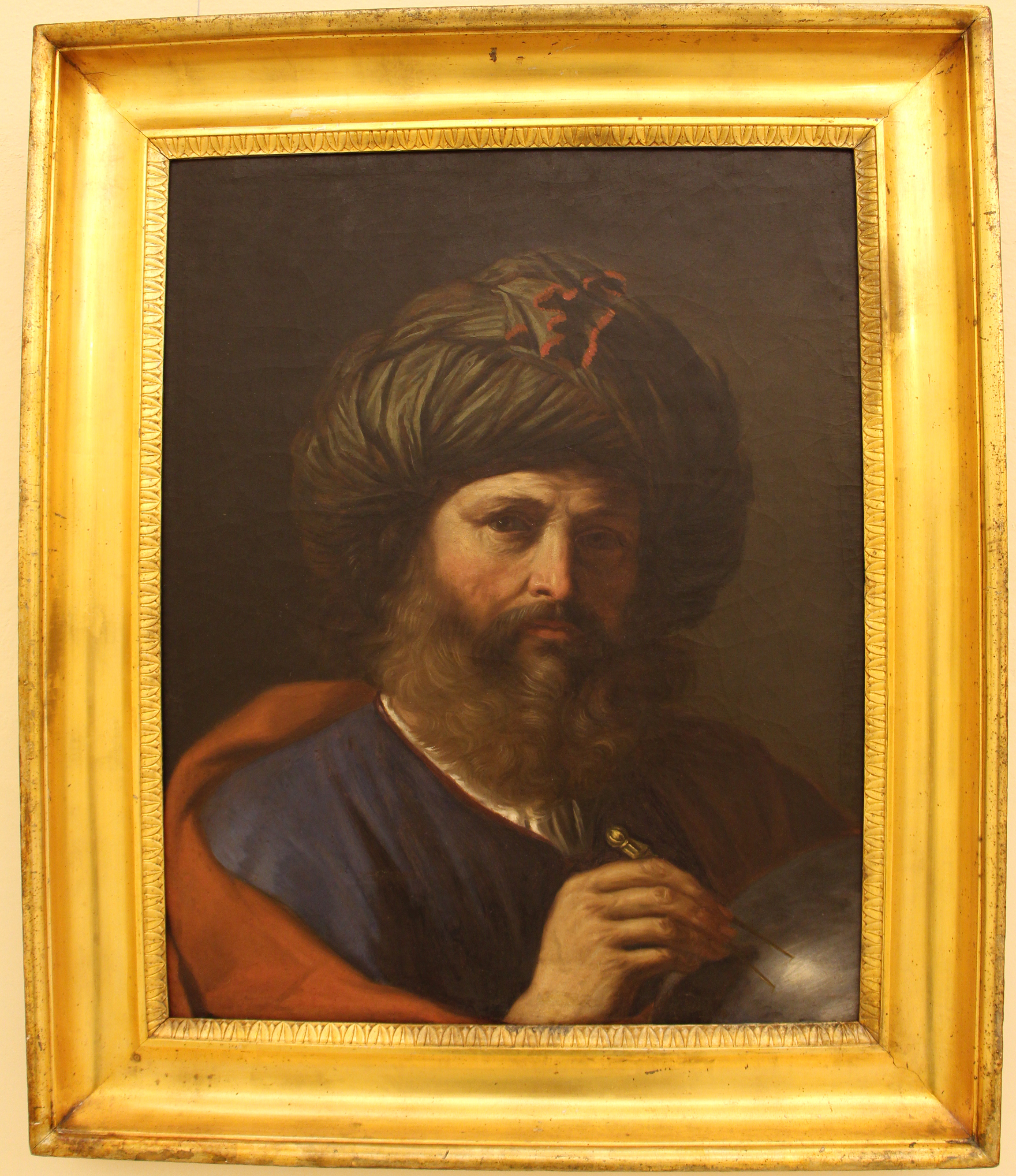
Guercino, Ritratto di astronomo, XVII secolo

La pinacoteca è allestita all'interno del restaurato ex collegio gesuitico del Canopoleno, storico edificio eretto tra la fine del Cinquecento e l'inizio del Seicento, nel cuore del centro storico in prossimità dei maggiori e più significativi edifici monumentali della città. L'attigua antica chiesa gesuitica di Gesù e Maria, ora intitolata a santa Caterina, ne faceva parte integrante. La sua costituzione è nata dall'esigenza di rendere fruibile il ricco patrimonio di opere d'arte pervenute allo Stato attraverso una serie di donazioni di privati cittadini, che tranne una piccola sezione esposta nel Museo nazionale archeologico ed etnografico G. A. Sanna, giaceva nei depositi.
L'esposizione si sviluppa su tre piani e raggruppa oltre quattrocento opere prevalentemente pittoriche suddivise per tematiche (tema religioso, mitologico, storico, ritratto, nature morte, scene di genere etc.), organizzate al loro interno in ordine cronologico e capaci di documentare la produzione di diverse scuole ed artisti italiani ed europei dal medioevo alla metà del Novecento, compresa una significativa rassegna di artisti sardi del primo Novecento ed una sezione di grafica.

## Piano terra

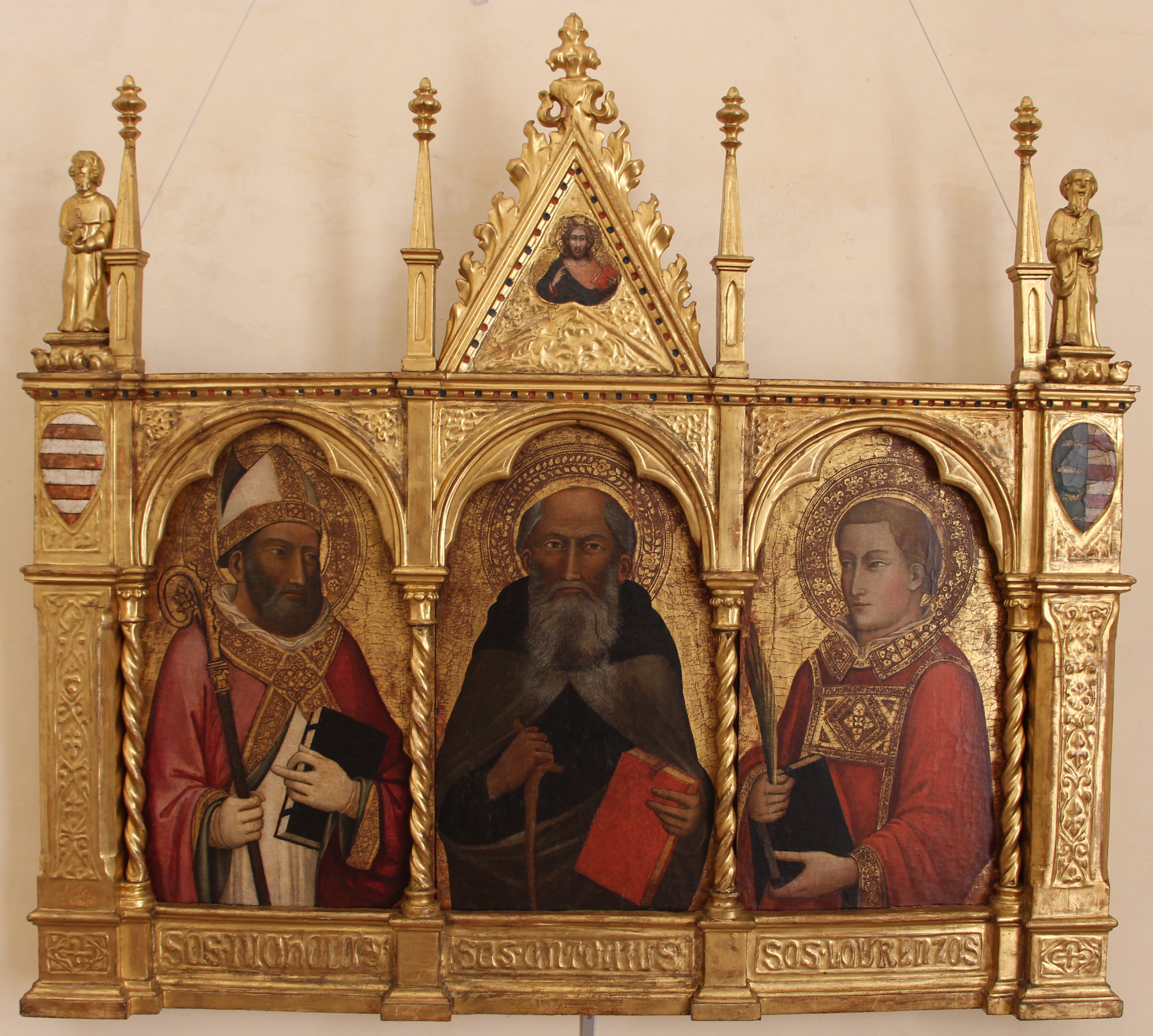
Mariotto di Nardo, Trittico dei libri, 1390-1420 ca.

### Sala dal Medioevo al Rinascimento
Il percorso espositivo comincia con opere di soggetto prevalentemente religioso. I dipinti appartengono ad ambiti culturali e regionali diversi, alcuni prodotti da maestri isolani (Maestro di Ozieri e Maestro di Castelsardo), altri di importazione, tutti, in parte, riconducibili ad una cultura pittorica manierista. La sala contiene anche opere riferibili al secolo XVI di soggetto biblico e mitologico ed una serie di ritratti d´influenza fiamminga.

## Piano primo

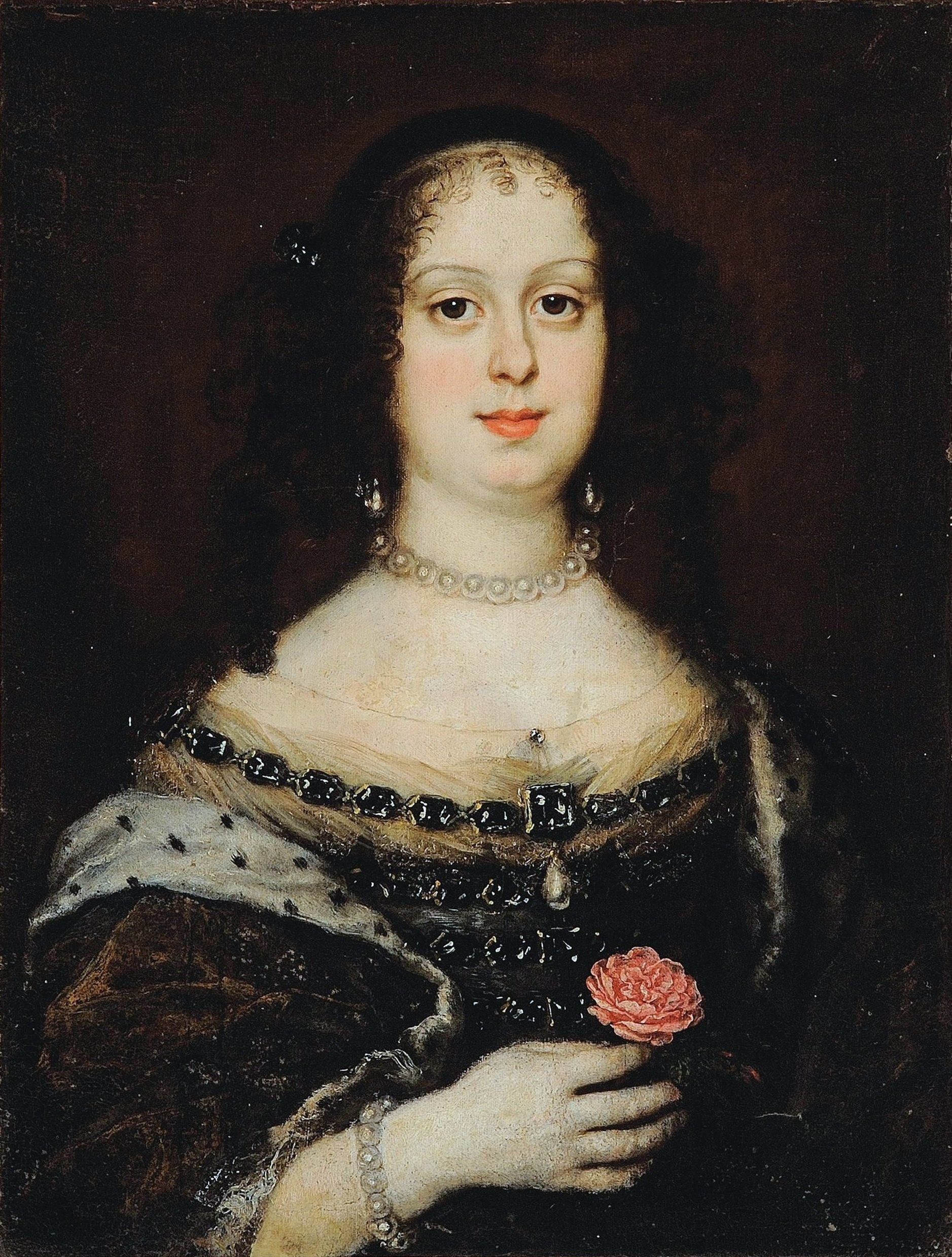
Justus Sustermans, Vittoria della Rovere con una rosa, 1640-1645

### Il ‘600 e il’700
Il primo piano ospita dipinti del XVII e XVIII secolo della collezione di Giovanni Antonio Sanna, suddivisi per tematiche: i Santi, il tema storico e mitologico, i Ritratti, le Scene religiose, le Vedute architettoniche, le Scene di genere, i Paesaggi e le Battaglie e a concludere la sala dedicata alle Nature morte.

## Piano secondo

### Dall'800 al contemporaneo

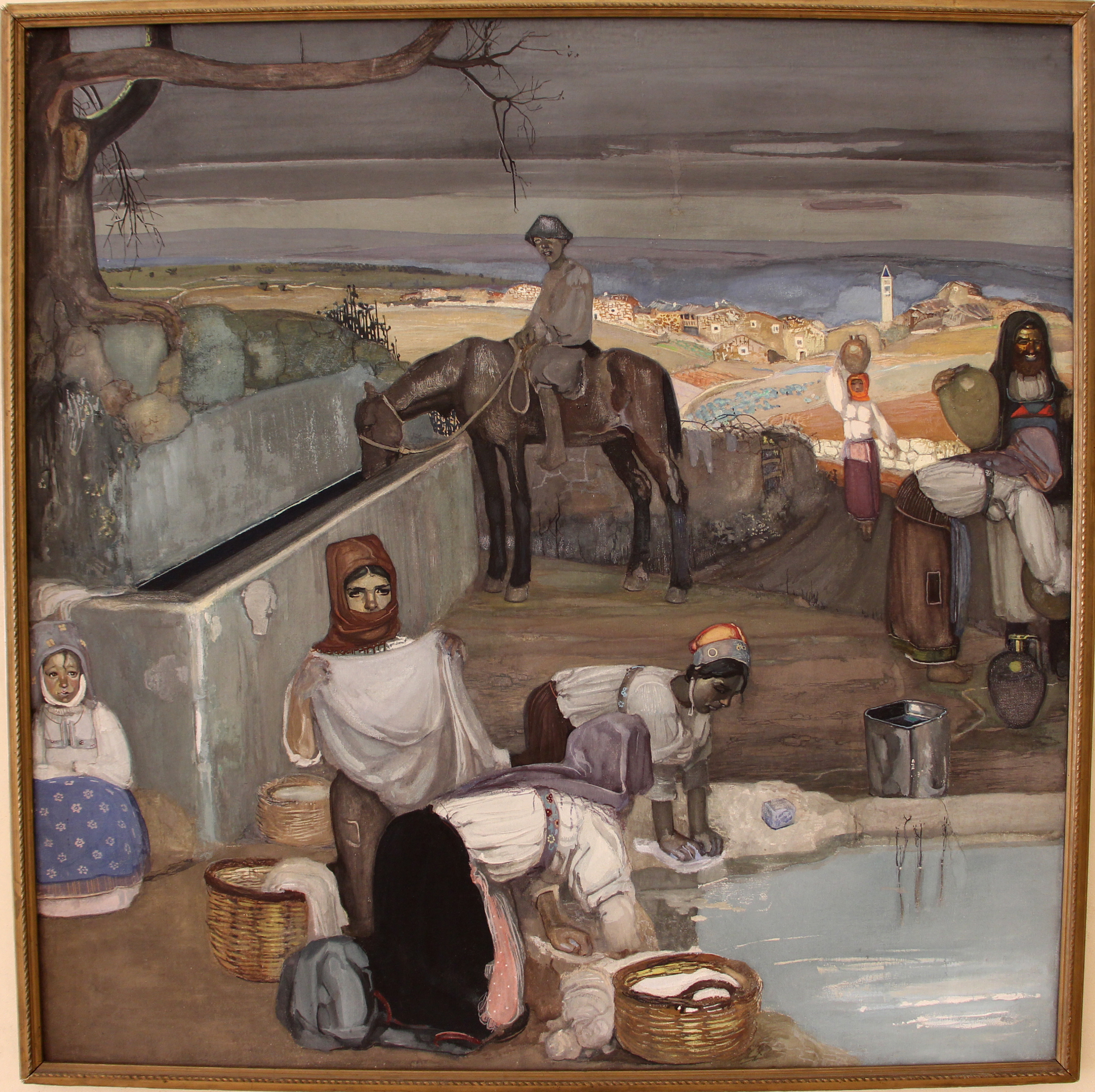
Giuseppe Biasi, Mattino in un villaggio sardo, 1912

L´esposizione prosegue con la sezione dedicata all´Ottocento, che si apre con l´opera di Giovanni Marghinotti, il primo pittore sardo ad aver ottenuto fama ed insigni riconoscimenti anche fuori dall´Isola.
Le altre sale mostrano l´opera di alcuni fra i più importanti artisti che diedero vita, fra la fine dell´Ottocento e la prima metà del Novecento, al rinnovamento della cultura figurativa in Sardegna e che contribuirono a connotare e diffondere l´immagine di questa terra, apparentemente periferica rispetto alle correnti delle avanguardie presenti sulla scena internazionale: Mario Paglietti, Antonio Ballero, Filippo Figari, Giuseppe Biasi, Carmelo Floris, Pietro Antonio Manca, Mario Delitala e Stanis Dessy, Eugenio Tavolara.
Nel marzo del 2022 è stata inaugurata una sala interamente dedicata alla pittrice sassarese Edina Altara. Dopo la concessione in deposito a lungo termine di Nettuno e allegoria della Terra e Nettuno, Nereidi e Tritoni, due specchi retro dipinti con temi mitologici e marini realizzati nel 1951 come arredo per la motonave Oceania, provenienti dalla Galleria Nazionale d'Arte Moderna e Contemporanea di Roma, la Pinacoteca si è arricchita di nuove opere prestate dall'archivio Altara-Accornero, curato dal pronipote dell'artista. In particolare, sono stati concessi in comodato d'uso gratuito 19 pezzi: due olii su masonite, un olio su ardesia, una specchiera, sei fiammiferi vestiti, sei ceramiche, due tempere su carta e un altarino. 
Lungo il corridoio sono presenti opere dell'artista contemporaneo Carlo Battaglia.

## Mostre temporanee
Negli anni si sono svolte le seguenti mostre temporanee:
- Lo sa il tonno - conoscere l'antica tradizione sarda della mattanza attraverso le opere del '900 -  (5 Agosto - 24 Settembre 2017) in collaborazione con il Museo della tonnara di Stintino
- Collezioni Galleria 84 - Opere restaurate (28 Aprile - 30 Giugno 2017)
- Collezionisti e Mecenati (14 luglio - 25 Settembre 2015)
- Lessico famigliare - Edina, Iride e Lavinia Altara (8 Marzo - 12 Giugno 2015)
- Il Mito della pittura labronica - dipinti della collezione Marras-Meloni (15 Luglio -30 settembre 2014)
- Peaces of me - realoaded (8 Aprile - 30 Aprile 2014)
- Mutati... Mutandis - (Dicembre 2013 - 28 febbraio 2014)
- Natura morta del XVII e XVIII secolo - Accademia Carrara di Bergamo (28 ottobre 2011 - 8 gennaio 2012)
- Arte sarda del '900 e oltre ... (12 agosto - 12 settembre 2011)
- Tonino Delogu - Ma ... Donne (4 marzo - 2 maggio 2011)
- Tibet Mistero e Luce. La cultura dell'altipiano (26 marzo - 14 maggio 2010)
- Tesori Riscoperti - Restauri recenti di opere d'arte e architetture del Nord Sardegna (19 febbraio - 19 marzo 2010)
- Pittura sarda del Novecento. Opere dalle collezioni statali (22 maggio - 31 dicembre 2009)
- Public. Metamorfosi urbane (1 - 31 maggio 2009)
- Garibaldi a Caprera - Fotografie inedite e cimeli restaurati (24 aprile - 14 giugno 2009)
- Gruppo Anestetica (16 - 24 maggio 2008)
- Héctor Nava - La Sardegna degli anni venti (20 ottobre - 5 novembre 2006)
- Kènosi - Accademia delle belle arti di Sassari (7 - 21 luglio 2006)
- I segni della vita - Storia demografica della Sardegna (7 - 20 novembre 2003)
- Il Volto di Cristo (9 - 22 giugno 2003)
- Museo itinerante del territorio del Monte Acuto (16 maggio - 1º giugno 2003)
- Menotrenta (10 - 21 dicembre 2002)
- Mario Sironi - Illustrazioni per il "Popolo d'Italia" edite e inedite (19 aprile - 19 maggio 2002)
- Estofado de oro (21 dicembre 2001 - 20 gennaio 2002)
- La terra, il lavoro, il grano. Per una storia dei Monti frumentari in Sardegna - (5 novembre - 8 dicembre 2001)
- Collezione Spano di Ploaghe (19 - 30 maggio 2001).

## I donatori
La nascita della pinacoteca è principalmente dovuta al cospicuo lascito dell'imprenditore sassarese Giovanni Antonio Sanna.
Giuseppe Tomè fu un prodigo mecenate, scrupoloso nel conciliare il suo lavoro di commerciante con quello d'attento estimatore delle manifestazioni culturalmente rilevanti del suo tempo. Il suo lascito comprende prevalentemente opere pittoriche e grafiche di artisti sardi del primo Novecento fra i quali Carmelo Floris, Antonio Ballero, Mario Paglietti, Giuseppe Biasi, Mario Delitala, Pietro Antonio Manca, Filippo Figari, Stanis Dessy.